# Cupido nubifer
Cupido nubifer är en fjärilsart som beskrevs av Henry Trimen 1895. Cupido nubifer ingår i släktet Cupido och familjen juvelvingar. Inga underarter finns listade i Catalogue of Life.